# Борок (урочище)
Борок — урочище у південній частині Глухова в якому лише протягом декількох ночей в листопаді 1942 року нацисти розстріляли 820 схоплених людей похилого віку, жінок і дітей.
Зараз Борок — це місце перепоховань жертв Другої світової війни (вже близько 2 тисяч) та місце їх вшанування.
На південній околиці Борка стоїть скульптура українки, яка хлібом та сіллю зустрічає гостей Глухова.

## Перезахоронення
Масштабні перезахоронення на меморіальному цвинтарі у Борку відбувалися у 1994, 1997, 2000, 2002 та 2010 роках.

Церемонія першого перепоховання

З 22 серпня по 4 вересня 1994 року асоціацією молодіжних об'єднань «Обеліск» у Глухові була проведена Друга вахта пам'яті. В результаті їх роботи в цей період було ексгумовано 1536 останків, виявлено 18 медальйонів, 14 з яких прочитано. 1 жовтня 1994 року відбулося перепоховання рештків, перше у Борку, аналогів яких в Україні не було. Всі перезахоронені — це замучені та розстріляні військовополонені (червоноармійці) та мирні жителі у період з 1941 по 1943 роки в таборі, який нацисти влаштували на території колишньої військової частини по вулиці Суворова. Зважаючи на те, що у цьому концтаборі загинуло більше 12 тисяч чоловік, ця акція набула державної ваги.
9 травня 1997 року в братську могилу було поховано останки ще 241 радянського воїна.
14 травня 2000 року в Борку поховані останки 12 воїнів, які загинули в боях за Глухів в серпні 1941.

Перепоховання 22 червня 2002

Схема меморіалу у Борку

22 червня 2002 року були перезахоронені останки солдатів виявлені поблизу сіл Деражня, Майське, Степне, Шатрище, Білиця Ямпільського району. На цій території проходили жорстокі бої, про що свідчать тисячі стріляних гільз, фрагменти шкіряної амуніції, пенали від гвинтівок, шматки піхотських сумок знайдених на цьому клаптику земної поверхні. Розпочиналася процесія з площі Рудченка, від меморіалу загиблих, далі прямувала до Районного будинку культури, де на бронетранспорт та лафет були встановлені 19 домовин з рештками 33 солдатів полеглих восени 1941 року, які вважались безвісти зниклими. На церемонії перезахоронення були шість Надзвичайних та Повноважних послів в Україні — Росії, Білорусі, Молдови, Киргизстану, Вірменії, Азербайджану, народні депутати, керівництво області та сусідніх з Глухівським районів, делегації з Харківської, Чернігівської, Полтавської областей України та Курської і Бєлгородської Російської Федерації.
22 червня 2010 року у Борку відбулося п'яте за рахунком перепоховання. Було перезахоронено рештки 25 (за іншими даними 23) радянських воїнів, загиблих під час невдалого контрнаступу в двадцятих числах вересня 1941 року на полях між Чернєвим, Перемогою, Семенівкою та Калюжним. Їх знайшли та вийняли з засипаних траншей члени пошукового загону «Обеліск». Пошуковцям вдалося встановити прізвища лише двох воїнів, чиї медальйони було знайдено на місці розкопок.